# Hochelaga

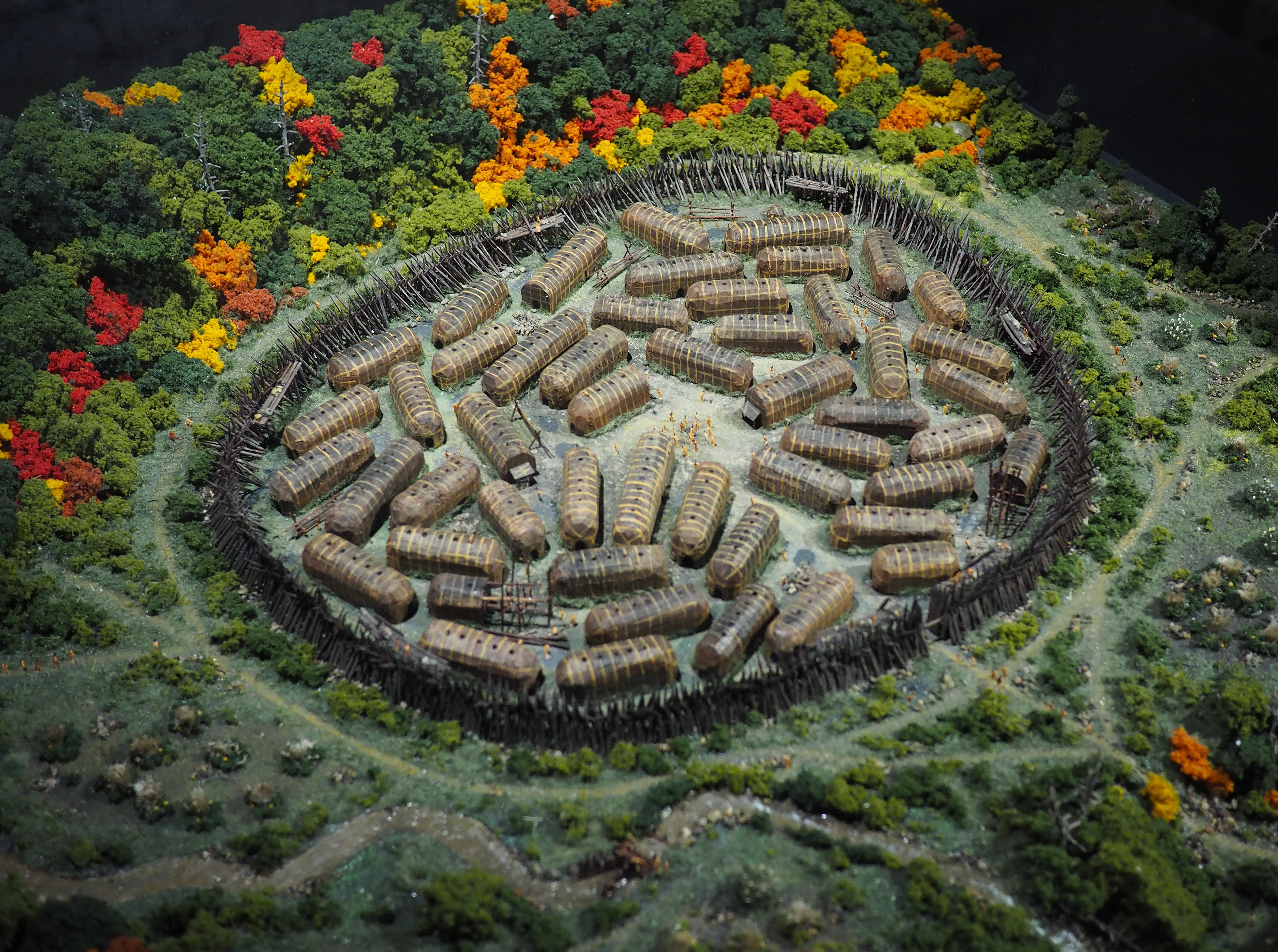
Ricostruzione del villaggio di Hochelaga.

Hochelaga (pronuncia: /ɔʃ.la.ɡa/) era un villaggio fortificato irochese sul fiume San Lorenzo nel XVI secolo su o vicino a Mount Royal nell'odierna Montreal, Canada. Jacques Cartier arrivò in barca il 2 ottobre 1535 e visitò il villaggio il giorno seguente. Fu accolto bene dagli Irochesi e chiamò la montagna che vide vicino Mount Royal. Diversi nomi a Montreal e dintorni e nell'arcipelago di Hochelaga possono essere fatti risalire a lui.
Una lapide che commemora l'ex villaggio fu posta nel 1925 su un terreno adiacente alla McGill University. Si ritiene che si trovi nelle vicinanze del villaggio visitato da Cartier nel 1535. Il sito dell'indicatore è designato come sito storico nazionale del Canada.
Il nome del villaggio sopravvive in Hochelaga-Maisonneuve, nome di un quartiere di Montreal; un'ortografia variante sopravvive nel contemporaneo Osheaga Festival di Montreal.

## Etimologia
La maggior parte dei linguisti accetta la parola Hochelaga come una corruzione francese di un termine irochese - osekare, che significa "sentiero dei castori" o "diga dei castori", o osheaga, che significa "grandi rapide", in riferimento alle vicine Lachine Rapids. È stata proposta una spiegazione alternativa in cui osheaga significherebbe "popolo dalle mani tremanti", in alcune versioni di questa storia, poiché il popolo irochese era sconcertato dal fatto che Cartier agitava selvaggiamente le mani per attirare la loro attenzione mentre si avvicinava per la prima volta all'insediamento sulla sua barca, mentre in altre erano sconcertati dalla sua abitudine europea di salutarli con una stretta di mano. Queste ultime spiegazioni sono favorite dal popolo Mohawk più a valle del fiume a Kahnawake, ma non sono facilmente supportate dalle significative differenze della lingua Mohawk da ciò che è noto della lingua Laurenziana, correlata ma non identica, che era parlata dal popolo Irochese a Hochelaga.

## Posizione
La principale fonte di documentazione che ci permette di apprezzare sia la configurazione che la posizione di questo villaggio è Bref récit et succincte narration de la navigation faite en MDXXXV et MDXXXVI, che Cartier donò al re Francesco I di Francia nel 1545. Conosciamo un progetto intitolato La Terra de Hochelaga nella Nova Francia, che illustra, alla maniera europea dell'epoca, la visita di Cartier. Giacomo Gastaldi illustrò Hochelaga nel terzo volume de Delle navigationi et viaggi, opera realizzata a Venezia tra il 1550 e il 1556 da Giovanni Battista Ramusio. La disposizione perfetta e regolare delle case, conforme all'ideale urbanistico del Rinascimento italiano, così come le assi che ricoprivano la palizzata del villaggio, erano probabilmente sue stesse invenzioni. Infatti, se la planimetria illustra fedelmente gli appunti dell'esploratore francese, offre poche rassomiglianze con la realtà etnostorica. Una riproduzione de La Terra de Hochelaga di Paul-Émile Borduas decora le pareti del Grand Chalet del Mount Royal Park.
Il paese, circondato da una palizzata lignea, contava una cinquantina di case in legno e corteccia, per lo più case lunghe, sia rettangolari che tondeggianti. Si stima che la popolazione fosse di circa 3.000 abitanti. Fu senza dubbio distrutto in seguito, poiché non fu menzionato da Jacques Cartier durante la sua visita di ritorno sull'isola nel 1541. Parlò di due villaggi, ma solo uno, Tutonaguy, venne nominato. La guerra, forse con Stadacona, fu suggerita come la causa della scomparsa di Hochelaga. La scomparsa degli abitanti ha generato diverse teorie, inclusa la loro migrazione verso ovest verso le rive dei Grandi Laghi, guerre devastanti con le tribù Irochesi a sud o gli Uroni a ovest, o l'impatto delle malattie del Vecchio Mondo. Tuttavia, secondo Archéobec, l'abbandono del villaggio a seguito di un ciclo di esaurimento del suolo sarebbe stato il motivo principale. Al momento dell'arrivo di Samuel de Champlain, sia Algonchini che Mohawks cacciavano nella Saint Lawrence Valley e conducevano incursioni, ma nessuno dei due popoli aveva fondato insediamenti permanenti.
L'usanza di spostare i villaggi è una possibile spiegazione del perché l'esatta ubicazione dell'insediamento irochese rimanga ai giorni nostri un mistero, nonostante le numerose ipotesi che lo localizzino nei pressi di Mount Royal. William Douw Lighthall sostenne che Hochelaga si trovava nel sito di Dawson, scoperto nel 1860 vicino alla McGill University. Il sito sembra corrispondere a un villaggio precedente alla fondazione di Ville-Marie di uno o due secoli, ma che mancava di una palizzata e sembrava troppo angusto. Un'altra posizione proposta è Outremont, a nord della montagna, che sarebbe più probabile se Cartier fosse arrivato attraverso la Rivière des Prairies. L'urbanista Pierre Larouche, sulla base dei dati topometrici dedotti dall'illustrazione del Gastaldi, ha ipotizzato che il villaggio fosse situato sulla sommità del monte. Questa ipotesi non è ben supportata, poiché La Terra de Hochelaga è una ricostruzione di seconda mano. Inoltre, Cartier affermava chiaramente che la montagna era "adiacente al suddetto villaggio", che Hochelaga era "vicino e confinante con una montagna", e che si giungeva a Mount Royal a una distanza di un quarto di lega dal sito, la distanza che, infatti, separa il bacino del Mount Royal dalle colline circostanti che lo dominano. Gli scavi archeologici intrapresi di recente sulla sommità della montagna, intorno al bacino, e nel Parco Jeanne-Mance a est del Monte Royal non hanno dato risultati. La posizione esatta di Hochelaga rimane sconosciuta.

## Contatto europeo

### Sito futuro di Montreal

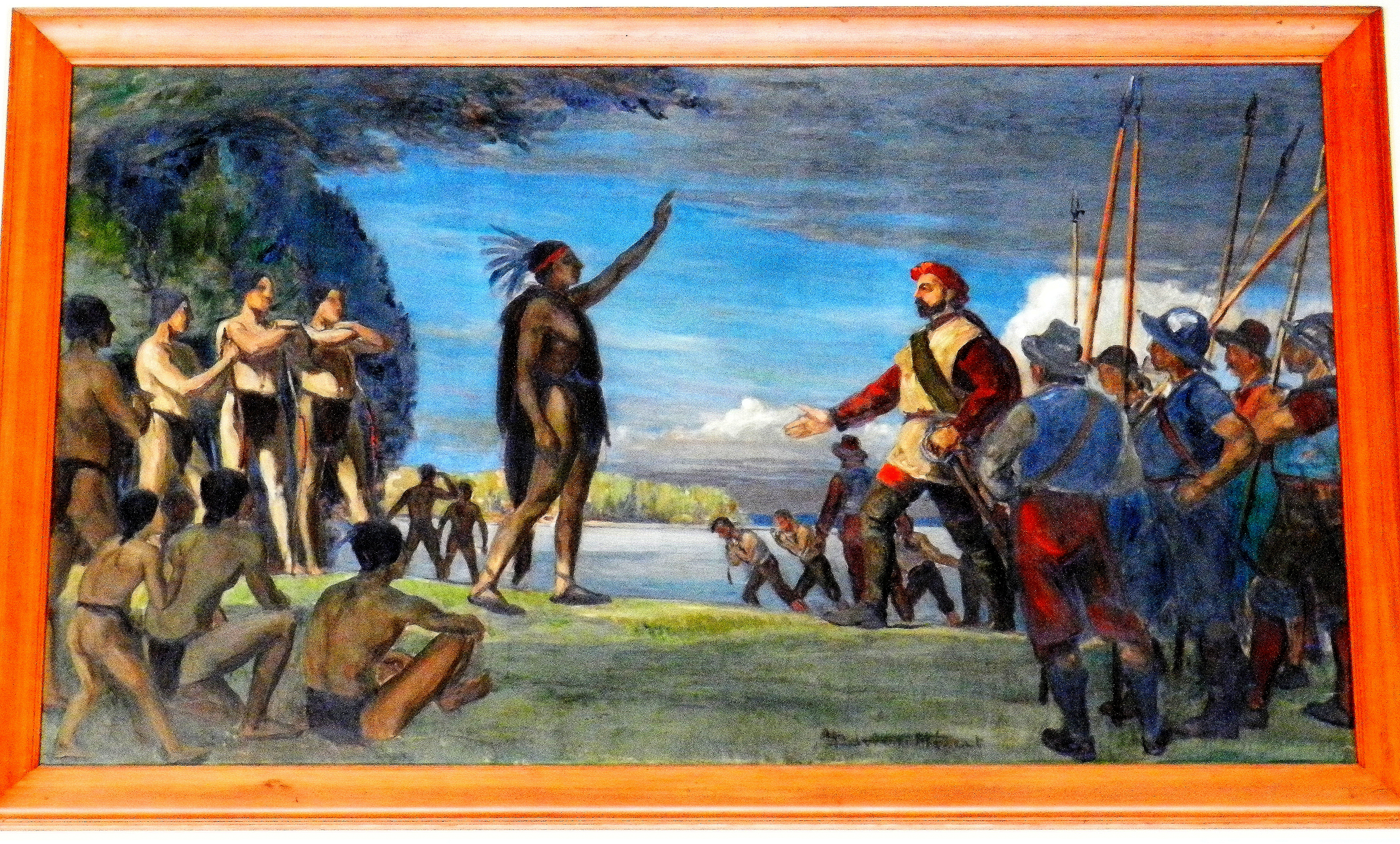
Dipinto di Adrien Hébert che rappresenta Jacques Cartier che incontra gli Irochesi. Il capo irochese alza il braccio in segno di benvenuto, mentre Cartier risponde alzando leggermente il proprio tenendo l'altra mano sulla spada.

L'arrivo di Jacques Cartier a Hochelaga nel 1535, ai piedi di quello che oggi è noto come Mount Royal, fu un episodio particolarmente consequenziale alla storia della Nuova Francia nei suoi tre viaggi di esplorazione nelle Indie occidentali. Su mandato del re Francesco I di trovare una rotta per il Catai (Cina) e per Cipango (Giappone), alla fine dell'estate del 1535 raggiunse Stadacona (la futura sede della città di Québec). Incoraggiato, proseguì rapidamente nell'entroterra, ma le rapide che circondavano quella che oggi è l'Isola di Montréal gli bloccarono la strada. Avrebbe poi visitato Hochelaga, che descrisse in Bref récit, un breve resoconto del suo secondo viaggio nella Valle di San Lorenzo. Nel 1611, l'esploratore europeo Samuel de Champlain visitò la zona. Nel 1642, fu fondato il villaggio di Ville-Marie da Paul de Chomedey, Sieur de Maisonneuve, ma gli abitanti gradualmente abbandonarono quel nome, preferendo usare invece il nome dell'isola su cui fu fondata la colonia, Montreal, toponimo derivato da mont royal, il nome francese di Mount Royal.

### Entrando dalla Rivière des Prairies

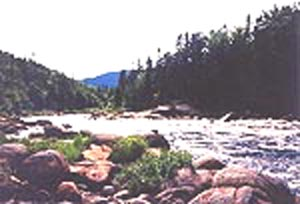
Rivière des Prairies

Per lungo tempo si è ritenuto ovvio che Jacques Cartier avesse seguito ininterrottamente il fiume San Lorenzo; le rapide da lui menzionate furono identificate come Lachine Rapids. Alcuni pensano che la sua descrizione corrisponda meglio alle rapide della Rivière des Prairies a Sault-au-Récollet. Un attento esame della documentazione storica nel XX secolo ha sollevato la possibilità che prima dell'arrivo degli europei, la Rivière des Prairies fosse la consueta via d'acqua utilizzata dalle tribù indigene, poiché era molto meno pericolosa del fiume San Lorenzo con le sue rapide. Costituiva una via d'acqua più diretta che si collegava al Rivière des Outaouais. Pertanto, è possibile che Cartier sia arrivato a Hochelaga attraverso questo fiume. Inoltre, le tre rapide descritte da Cartier in una spedizione successiva sono più facili da individuare sulla Rivière des Prairies, il cosiddetto "fiume dei tre salti", che sul fiume San Lorenzo. Aristide Beaugrand-Champagne, l'architetto del Grand Chalet del Mount Royal Park, ha scritto in dettaglio su questo.

### Ricevimento da parte degli Hochelagani

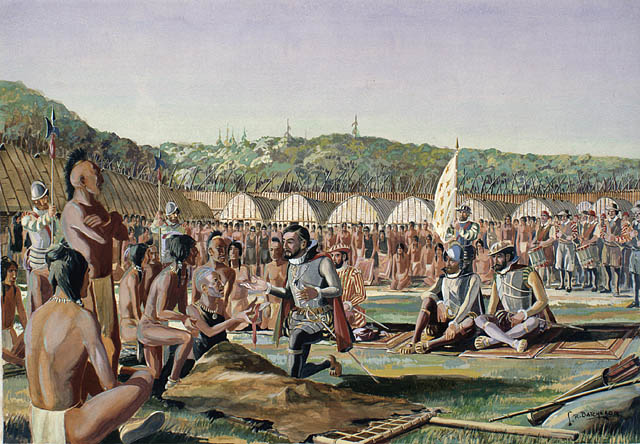
Acquerello che mostra Jacques Cartier in visita al villaggio di Hochelaga il 3 ottobre 1535

Il 2 ottobre 1535 Jacques Cartier e il suo gruppo arrivarono nelle vicinanze di Hochelaga. Al calar della notte, si ritirò con i suoi uomini a bordo delle barche. La mattina presto del 3 ottobre, insieme ai suoi uomini e venti marine, intraprese a piedi il sentiero scosceso per Hochelaga. Dopo aver percorso circa due leghe (circa 11 km), vide il paese circondato da colline e campi coltivati a mais. Questo gli sembrava molto più impressionante di Stadacona. Egli scriveva: "E qui dentro la campagna è situata e siede la detta città di Hochelaga, vicina e congiunta a una montagna che è, intorno ad essa, arata e molto fertile, dalla cui sommità si può vedere molto lontano".
Dichiarò che la montagna sarebbe stata chiamata Mount Royal, in onore del re Francesco I di Francia, come era consuetudine in quel periodo. Cartier visitò poi Hochelaga, e notò la sua organizzazione: "La suddetta città è tutta in un cerchio, racchiusa in legno, in tre ordini, alla maniera di una piramide, incrociata in alto, con una fila perpendicolare a tutto. E in questa città c'è solo una porta e un ingresso. All'interno di questa città ci sono una cinquantina di case, ciascuna lunga una cinquantina di gradini, e..."
Quindi fornì una descrizione dettagliata dell'interno di una casa lunga e di come la gente vi abitasse: "...in ciascuno di essi ci sono diversi focolari e diverse stanze".  Al centro di ogni casa c'era una sala comune, dove gli indigeni accendevano un fuoco e vivevano come comunità.
Terminato il giro del paese, Cartier e i suoi compagni furono poi guidati sul Mount Royal, probabilmente in groppa a un uomo, secondo un'usanza di cortesia citata in seguito. La montagna era "distante dal villaggio circa un quarto di lega". Una volta in cima alla sommità di una delle colline che compongono il monte, Cartier dichiarò: "Possiamo vedere il detto fiume, oltre a dove abbiamo lasciato le nostre barche, dove c'è una rapida, la più impetuosa che è dato di vedere, una che non ci è possibile passare."
Terminata la visita, Cartier e i suoi uomini tornarono alle loro barche: "Ci siamo ritirati sulle nostre barche, non senza un gran numero di dette persone, una parte delle quali, quando videro le nostre persone stanche, le presero su di sé, come su un cavallo, e li portarono".
La descrizione di Cartier suggerisce che il villaggio di Hochelaga fosse legato all'occupazione dell'area da parte degli Irochesi di San Lorenzo, un gruppo di agricoltori sedentari indigeni che abitavano la valle di San Lorenzo tra il 1200 e il 1600.

## Nelle arti
Uno dei dipinti del Mount Royal Chalet è una riproduzione de La Terra de Hochelaga di Paul-Émile Borduas, membro del Refus Global.
Il film Hochelaga, Land of Souls (2017) descrive l'arrivo della spedizione Cartier a Hochelaga, così come altri eventi immaginari che si sono verificati nel sito del villaggio nel corso dei secoli.